# Still (album, Richard Thompson)
Still je šestnácté sólové studiové album anglického kytaristy a zpěváka Richarda Thompsona. Vydáno bylo v červnu roku 2015, kdy jej vydaly společnosti Fantasy Records (USA) a Proper Records (UK). Producentem nahrávky byl Jeff Tweedy, frontman kapely Wilco. Vedle jiných se na albu podíleli členové Thompsonova tria, bubeník Michael Jerome a baskytarista Taras Prodaniuk. Vydání nahrávky bylo oznámeno koncem dubna 2015 a v té době byla rovněž premiérově zveřejněna první píseň z alba, která nesla název „Beatnik Walking“. Album bylo nahráno v Chicagu.

## Seznam skladeb
1. „She Never Could Resist a Winding Road“
2. „Beatnik Walking“
3. „Patty Don't You Put Me Down“
4. „Broken Doll“
5. „Josephine“
6. „Long John Silver“
7. „Pony in the Stable“
8. „Where’s Your Heart“
9. „No Peace No End“
10. „Dungeons for Eyes“
11. „Guitar Heroes“

Bonusové skladby na speciální edici
1. „Fork in the Road“
2. „Wounding Myself“
3. „The May Queen“
4. „Don't Take it Laying Down“
5. „Fergus Laing“

## Obsazení
- Richard Thompson – kytara, zpěv
- Jeff Tweedy – kytara, zpěv
- Michael Jerome – bicí
- Taras Prodaniuk – baskytara
- Jim Elkington – kytara
- Liam Cunningham – zpěv
- Sima Cunningham – zpěv